# Myopathie à némaline
 Mise en garde médicale
La myopathie à némaline (ou myopathie à bâtonnets) est une maladie musculaire définie en histopathologie par la présence de « corps à némaline », des agrégats composés de fragments de filaments protéiques visualisés au microscope sous forme de bâtonnets au sein des fibres musculaires.
La myopathie à némaline a longtemps été classée dans le groupe des myopathies congénitales, des maladies génétiques de l'enfance, avant la découverte d'une forme sporadique acquise, de mécanisme probablement immunologique et ne touchant que les adultes.

## Forme génétique

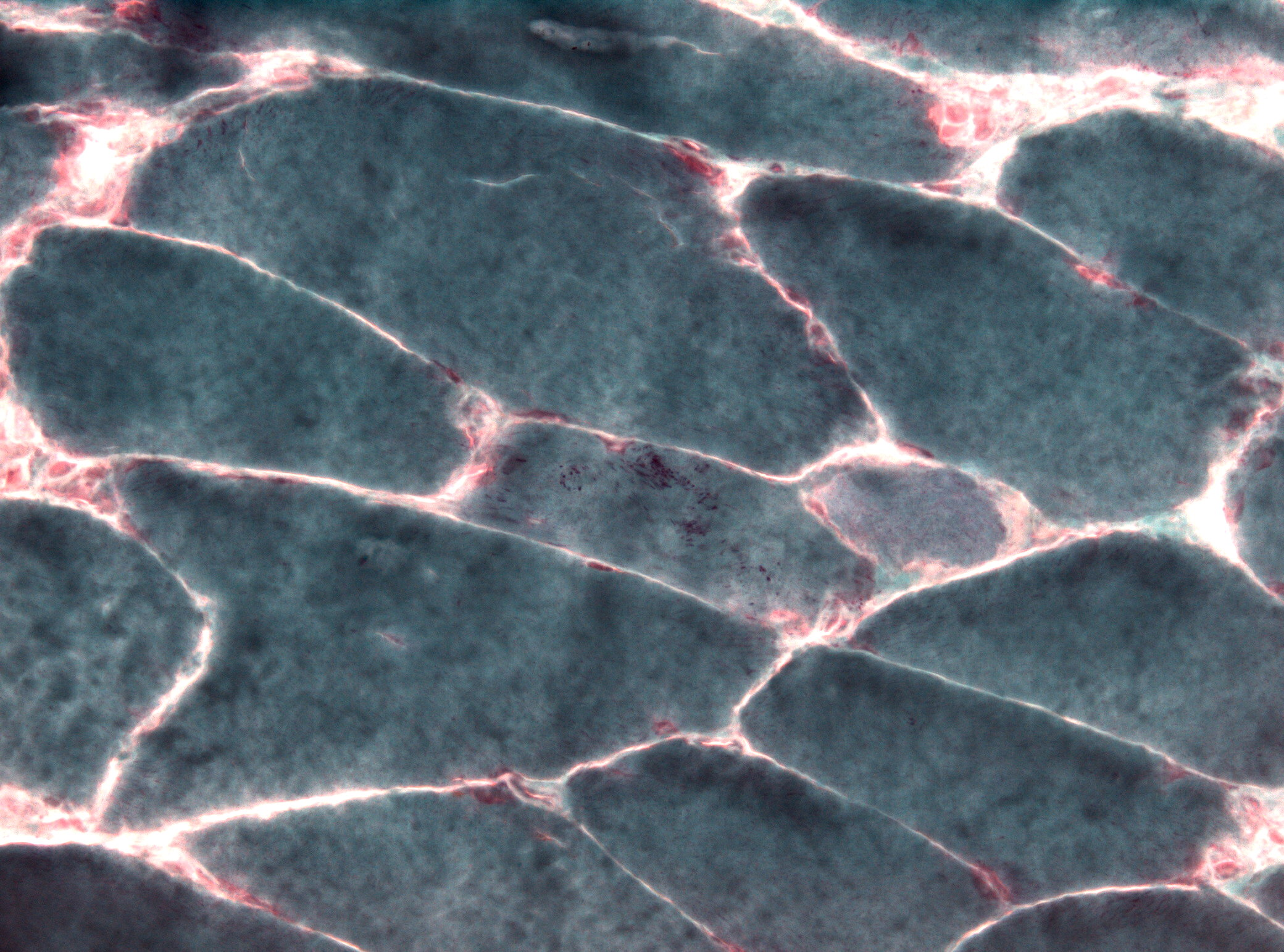
Myopathie à némaline congénitale ; à fort grossissement et grâce au trichrome de Gomori, de nombreux bâtonnets (némalines) sont visibles dans les fibres musculaires. Bien que ces bâtonnets servent au diagnostic de la myopathie à némaline, ils en sont très probablement un sous-produit, plutôt qu'une cause.

Cette forme se caractérise par une faiblesse et une hypotonie musculaire avec une diminution ou une abolition des réflexes tendineux Cette myopathie atteint surtout le visage, les muscles fléchisseurs du cou, et les muscles proximaux des membres.
Plusieurs mutations ont été décrites : NEB, ACTA1, TPM3, TPM2, CFL2, TNNT1, KBTBD13, KLHL40, KLHL41 et LMOD3.
Il existe six types de myopathie à némaline selon l'âge de début, la sévérité des troubles moteurs et l'atteinte des muscles respiratoires :
- La forme congénitale sévère ou néonatale (16 %) ;
- La forme type Amish ou congénitale intermédiaire (20 %) ;
- La forme congénitale typique (40 %) ;
- La forme de l'enfance (13 %) ;
- La forme de l'adulte (4 %).

Le chevauchement clinique est considérable. Mais il existe des différences de survie significative entre les formes sévères, intermédiaires et typiques.
Dans la forme néonatale, la présence d'arthrogryposes multiples et de troubles respiratoires est associée avec une mortalité dans la première année de vie. L'acquisition de la marche avant 18 mois est un facteur pronostic important de survie. La plupart des enfants atteints de la forme congénitale typique sont capables de marcher.
Le diagnostic se fait sur la présence caractéristique de bâtonnets avec la coloration de Gomori. La transmission est dominante ou récessive. Le taux de mutation de novo est importante.

## Forme acquise
Décrite en 1966 par AG Engel la myopathie à némaline sporadique à début tardif (SLONM) est une myopathie acquise à l'âge adulte d'évolution rapide et de cause probablement dysimmune mais dont le mécanisme physiopathologique précis reste inconnu au début du XXIe siècle,.

## Histoire
En 1958, le pathologiste australien R. Douglas Reye fait la première observation d'une myopathie « à bâtonnets » (« Rod myopathy »). Cependant sa découverte n'est pas immédiatement publiée car un autre médecin, Derek Denny-Brown, de l'université Harvard à qui les lames ont été envoyées par Reye en 1959, interprète les images de bâtonnets comme des artefacts de la biopsie. Cinq ans plus tard, deux équipes nord-américaines publient indépendamment des cas similaires, dont les altérations morphologiques sont décrites par la première, celle de Shy et al., comme des « structures en forme de bâtonnets » (« rod-like structures ») dans les fibres musculaires de patients souffrant de faiblesse musculaire, par la seconde, celle de Conen et al. comme des « myogranules ». C'est à G.M. Shy que l'on doit l'introduction du terme de « myopathie à némaline » dans l'article décrivant les résultats de son équipe et publié dans Brain en 1963, pour désigner ce type de myopathie, dont seule la variété « congénitale » est alors connue.